# Salomon Gessner

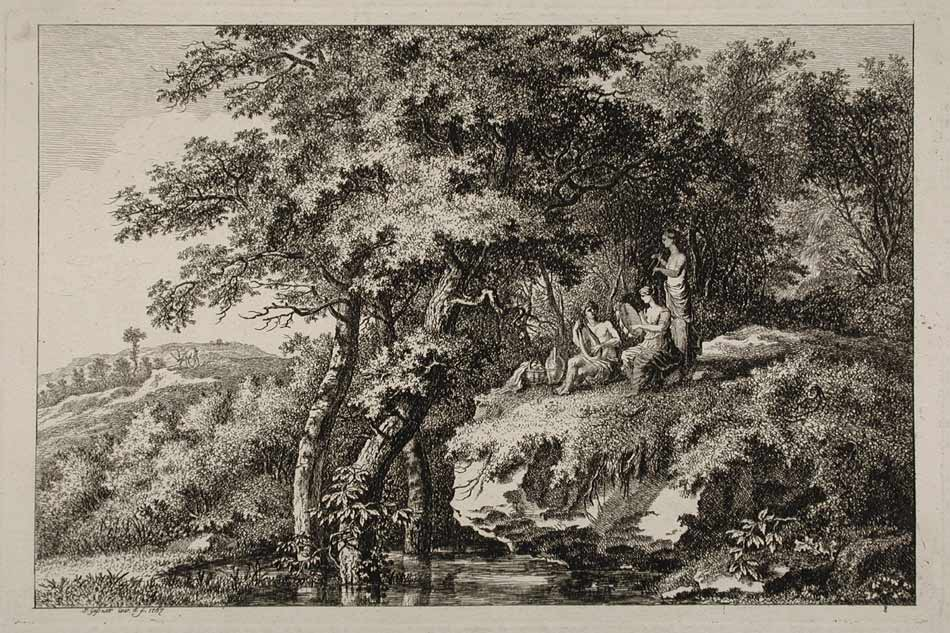
Cena bucólica gravada a partir de um desenho de Salomon Gessner (1767).

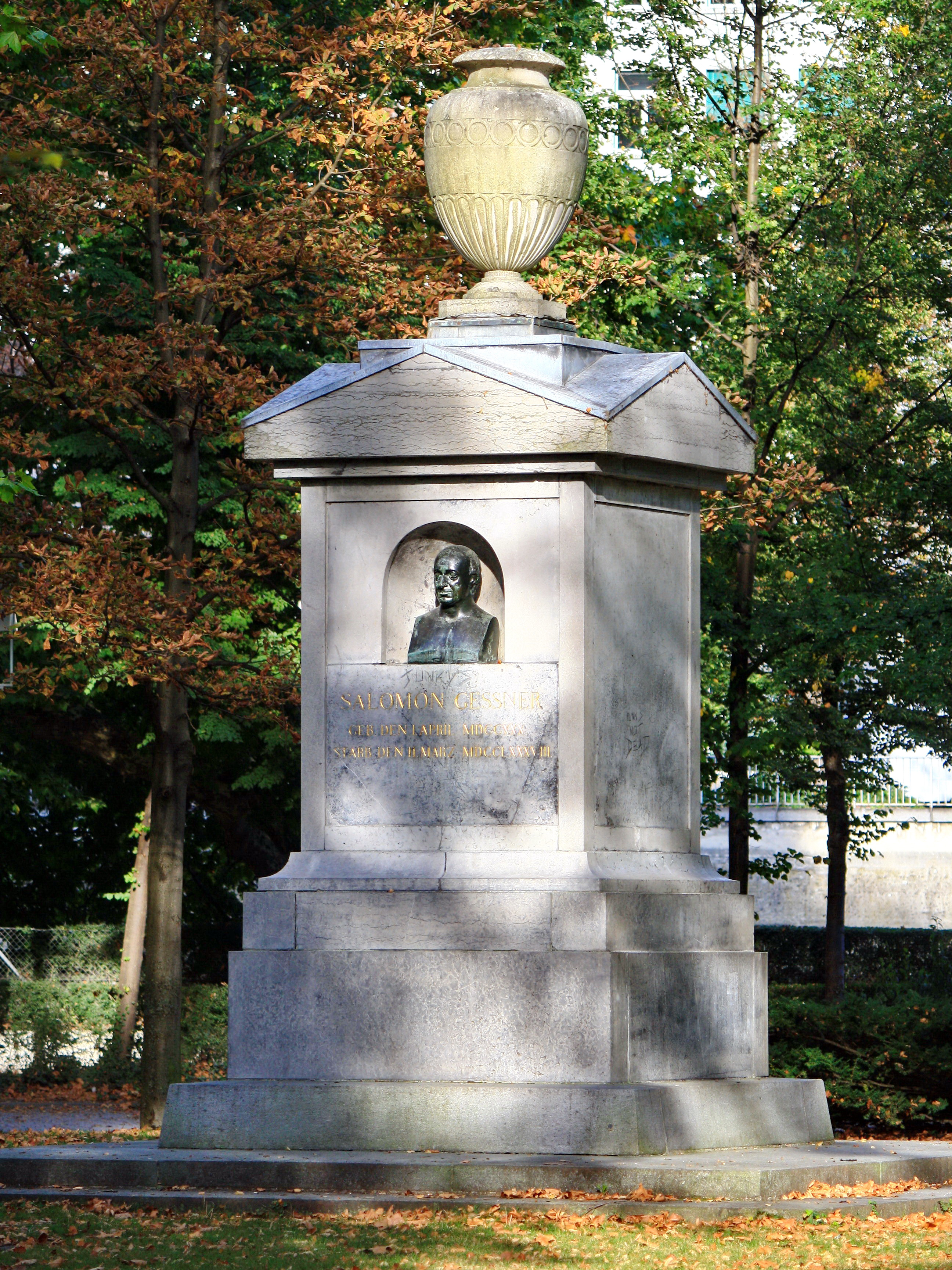
Memorial no Parque Platzspitz (Zürich).

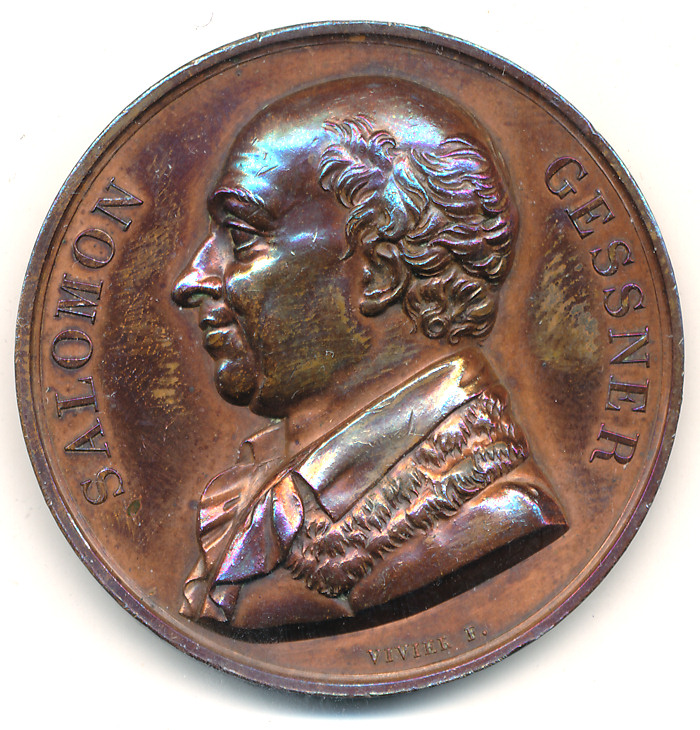
Medalha comemorativa com a efígie de Salomon Gessner.

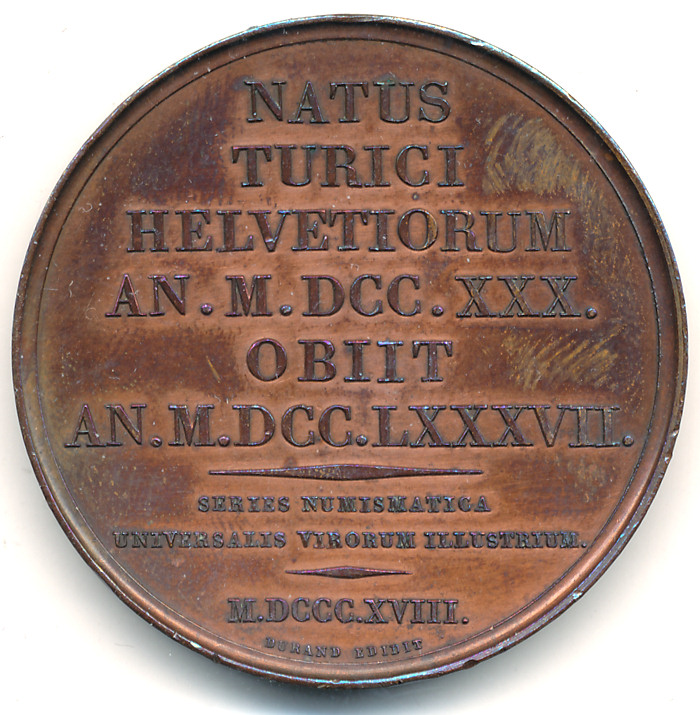
Reverso da medalha.

Salomon Gessner (Zurique, 1 de abril de 1730 — Zurique, 2 de março de 1788), frequentemente grafado Salomon Geßner, foi um poeta, pintor, gravador, jornalista e editor suíço de expressão alemã, conhecido na sua época pela sua poesia pastoral como  «o novo Teócrito». O bucolismo dos seus escritos e da sua pintura granjearam-lhe grande fama na Europa de finais do século XVIII, tendo a sua obra traduzida para múltiplas línguas, incluindo o português.

## Biografia
Nasceu na cidade de Zürich, filho do tipógrafo e editor suíço Hans Conrad Gessner e de Ester Hirzel. Com a excepção do curto período (1749-1750) passado em Berlim e Hamburgo, onde sofreu a influência de Karl Wilhelm Ramler e Friedrich von Hagedorn, passou a sua vida inteira na sua cidade natal, onde se dedicou ao negócio de livreiro e editor e a várias actividades administrativas e cívicas.
Em 1746 foi enviado pelo pai a Berg am Irchel, onde se deixou seduzir pela beleza da paisagem natural ao ponto de se interessar pela pintura de paisagens.
Após um período como aprendiz de empregado de livraria em Berlim, onde permaneceu entre 1749 e 1750, e depois de uma breve estadia em Hamburgo, voltou a Zurique, onde, com a ajuda de seu pai, abriu uma casa editora. Também foi redactor do periódico que era impresso por seu pai, o Montags-Zeitung ("Gazeta da Segunda-Feira"). A partir de 1758 foi um dos directores da biblioteca pública da cidade de Zurique.
Sem abandonar a pintura e as artes gráficas, a sua principal paixão, começou a cultivar a poesia em 1751, ano em que publicou o seu primeiro escrito que atraiu as atenções dos intelectuais coevos, o poema intitulado Lied eines Schweizers an sein bewaffnetes Mädchen (Canção de um suíço à sua criada armada). Em 1753 já era um paisagista reputado. 
Concebeu então a ideia de escrever uma novela pastoril inspirada na tradução renascentista de Jacques Amyot da novela grega Dáfnis e Cloé (também conhecido como As pastorais), atribuída ao escritor grego Longo, tendo publicado a obra Daphnis (Dáfne) em 1754.
Entretanto tinha começado a escrever poesia bucólica e prosas poéticas ao mesmo tempo que desenhava paisagens para acompanhar os textos. Os textos, acompanhados por gravuras dos desenhos, foram publicados em 1756, em Zurique, no seu livro intitulado Idyllen (Idílios, traduzido para português como Pastoraes), com o qual alcançou uma grande fama. Uma edição posterior, aparecida em 1772, incluía já 52 destas peças, na que é considerada a edição mais completa da sua obra prima.
A essa obra seguiu-se Inkel und Yariko (Inkel e Yariko), de 1756, versão de uma história que fora publicada no The Spectator e que já fora aproveitada por Christian Furchtegott Gellert e Johann Jakob Bodmer.
Entre ambas edições dos Idyllen também publicou, em 1758, uma prosa lírica, Der Tod Abels (A morte de Abel), que qualificou como «uma espécie de prosa pastoral idílica», onde expressa o seu desencanto pelo avanço da modernidade na tradição pastoril, e em 1762 uma colecção dos seus poemas em quatro volumes.
Foi um dos fundadores, em 1761, da sociedade patriótica e de fomento do iluminismo conhecida por Helvetische Gesellschaft (a Sociedade Helvética).
A sua obra poética, especialmente os Idyllen, granjearam-lhe grande fama em toda a Europa, onde o género do tipo idílio (que Gessner retomou directamente do poeta grego Teócrito) seguia uma tradução posterior, essencialmente virgiliana, de forma que renovou o gosto arcádico dominante, ainda que repugne ao gosto moderno o seu forte sentimentalismo, a extrema honestidade e compostura dos seus personagens simples e o ambiente monotonal e exageradamente doce, paradisíaco e feliz que as envolve sem excepção.
Em consequência, a obra poética de Gessner obteve grande popularidade ao tempo, embora tenha em boa parte caído em desfavor. O carácter bucólico e pastoral da obra foi muito apreciado pela geração que se formara tendo como referência a obra de Jean-Jacques Rousseau. A sua poesia foi bem recebida pelos principais intelectuais coevos, que apreciavam a sua doçura e melodia, entre os quais Gotthold Ephraim Lessing, Johann Gottfried von Herder e Johann Wolfgang von Goethe.
Uma colectânea das obras de Gessner foi repetidamente editada (2 volumes, 1777-1778, finalmente 2 volumes, 1841, ambas em Zürich). As suas obras foram traduzidas em francês (3 volumes, Paris, 1786-1793), com versões da obra Idyllen a aparecer em inglês, holandês, português, espanhol, sueco, checo e sérvio (por Georgije Magarašević, 1793-1830). Em França foi muito divulgada e famosa a tradução realizada por Robert Turgot.
Como pintor, Gessner, para além de produzir águas-fortes e ilustrações tanto para as suas próprias obras como para obras de outros autores publicadas na sua editora, pintou uma centena de paisagens pastorais, consideradas como entre as melhores do seu género.
Desde 1761 foi sócio da editora Firma Orell, Gessner & Co., transformada em Orell, Gessner, Füssli & Co. em 1770, a mais importante editora suíça da sua época. Para além disso, foi sócio e director artístico da manufactura de porcelana de Kilchberg em 1763, e desde 1768 a 1777 foi oficial da justiça em Erlenbach e depois em Vier Wachten e em Wipkingen. Em 1772 foi patrono adjunto da Escola de Belas Artes de Zurique.
Em 1780 Gessner fundou o periódico intitulado Zürcher Zeitung (redenominado Neue Zürcher Zeitung em 1821). No ano seguinte, foi nomeado administrador das matas em torno do rio Sihl, o Sihlwald, que forneciam a maioria da lenha utilizada em Zurique.
Biografias de Gessner foram publicadas por Johann Jakob Hottinger (Zürich, 1796) e por Heinrich Wölfflin (Frauenfeld, 1889). A obra Briefwechsel mit seinem Sohn (Correspondência com o seu filho), impressa postumamente em 1801 em Berna e Zurique, junta a sua correspondência ou epistolário familiar, com carácter autobiográfico.
Em Espanha teve alguns seguidores oitocentistas, como os poetas María Rosa Gálvez de Cabrera e José Iglesias de la Casa e o escritor Cándido María Trigueros, que lhe dedicou um estudo crítico. El primer navegante, poema em dois cantos, foi traduzido em 1796, e Der Tod Abels foi vertido em espanhol (como La muerte de Abel o El fratricidio) por Pedro Lejeusne e mereceu uma segunda edição em Madrid no ano de 1803. Em Portugal os Idyllen foram traduzidos (como Pastoraes) por Ricardo Raimundo Nogueira, professor da Universidade de Coimbra.

## Obra poética
As principais obras escritas de Gessner são:
- Daphnis (Dafne), 1754, novela pastoril.
- Idyllen (Idílios ou Pastorais), 1756 (primeira edição, 1772, última).
- Der Tod Abels (A morte de Abel), 1758.
- Briefwechsel mit seinem Sohn (Correspondência com seu filho), 1801.